# Chiesa della Santissima Trinità (Pieve di Cento)
La Chiesa della Santissima Trinità è una chiesa situata a Pieve di Cento. Le prime notizie relative a questa chiesa risalgono al 1580, data nella quale la locale compagnia di Santa Maria ha pagato la prima sovvenzione per l'edificazione della stessa. Nel 1603, venne iniziata la costruzione dell'oratorio.

## Storia
Le prime notizie relative a questa chiesa risalgono al 1580, data nella quale la compagnia di Santa Maria di Pieve ha pagato la prima sovvenzione per l'edificazione della stessa. Nel 1603 venne iniziata la costruzione dell'oratorio. Tra 1612 e il 1615, Lionello Spada (volta, riquadratura, lunette e l’Adamo) e Francesco Brizio  ne iniziarono la decorazione ad affresco, con scene del Nuovo Testamento (Il battesimo di Cristo) e dell'Antico Testamento (La creazione di Adamo, La torre di Babele, I tre Angeli in visita ad Abramo, La distruzione di Sodoma con Lot e le figlie, La scala di Giacobbe e La lotta tra Giacobbe e l'Angelo). In particolare, nella volta è raffigurata La trinità tra angeli, e le lunette raffigurano, a partire da sinistra, i profeti Mosè, Davide, Isaia, Geremia, Daniele e Giona, oltre che San Paolo e San Giovanni Evangelista.  Negli anni successivi, tra il 1615 e il 1616, Giacomo da Bergamo, detto il Venezian, ha realizzato un coro ligneo in noce con intarsi in legno di mandorlo, moro e pero, su disegno di Francesco Brizio. Risulta presente sull'altare, adorno di un paliotto in scagliola rappresentante la casa di Loreto trasportata dagli angeli, la pala di ambito dei Gennari con Cristo tra i discepoli di Emmaus.
L'interno della chiesa è ad aula unica in stile barocco. La pala dell'altare maggiore è opera di Lucio Massari e rappresenta la Santissima Trinità (1605). Nel 1674 venne aggiunto l'altare laterale della Madonna di Loreto, mentre nel 1677 l'altare laterale intitolato a San Filippo Neri.
Nel 1718 venne completato il campanile in stile romanico.
La porta della chiesa risale al 1600.
La compagnia gestiva un “ospitale” per dare ricovero ai pellegrini poveri e per assistere i convalescenti: le case di proprietà della compagnia nel borgo della Zalvedra, oggi in via Galuppi, sono ancora riconoscibili, in prossimità della chiesa, per lo stemma in terracotta raffigurante la Santissima Trinità.
La compagnia venne soppressa nel 1798 in periodo napoleonico. L’ospitale fu unito a quello principale di Santa Maria e nel 1810 la chiesa e l’oratorio furono dichiarati proprietà dell’ospedale. Oggi tale edificio è parte del patrimonio dell’Azienda USL di Bologna, in comodato al Comune di Pieve di Cento. In seguito al terremoto del 2012, la chiesa e l'oratorio sono stati danneggiati e, dopo una ristrutturazione, riaperti il 7 Aprile del 2017.